# APS (Waffe)
Das Unterwasser-Gewehr APS (russisch АПС Автомат Подводный Специальный) ist eine Unterwasserwaffe.

## Beschreibung
Bei dem Gewehr handelt es sich um eine Spezialversion der Kalaschnikow, die für den Unterwassereinsatz für Kampfschwimmer adaptiert wurde. APS steht dabei für Awtomat Podwodni Spezialni bzw. „Spezielles Unterwasser-Automatikgewehr“.
Diese Handfeuerwaffe wurde in den frühen 1970er-Jahren entwickelt und produziert; bis heute wird die Waffe im Tulaer Waffenwerk hergestellt und von Rosoboronexport exportiert. Sie verschießt Pfeilmunition (Flechette) im Kaliber 5,66 aus einem 26-Schuss-Magazin und hat in 5 m Tiefe eine Reichweite von 30 m, in 40 m Tiefe 10 m. Die maximale Einsatztiefe der Waffe beträgt 45 m.

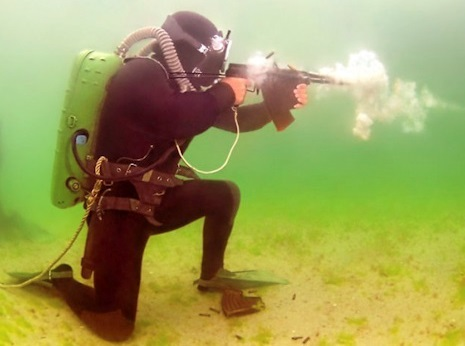
Russischer Kampfschwimmer mit einem APS-Gewehr
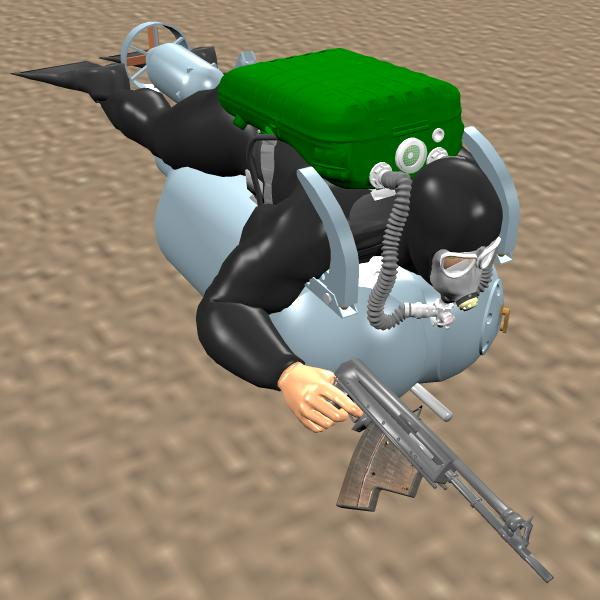
Unterwasser-Einsatzszenario mit IDA71 Kreislauftauchgerät und Protei-5 Tauchscooter